# Šamorín
Šamorín (allemand : Sommerein ; hongrois : Somorja) est une ville de 12 500 habitants de l'ouest de la Slovaquie. Elle est située sur le Danube à 25 km de Bratislava.
Son existence est déjà attestée en 1228 et elle fut un important port d'échanges sur le Danube au Moyen Âge puis son importance déclina petit à petit au profit de Bratislava.
En 2017, la ville accueille les Championnats d'Europe de cross-country.

## Démographie

### Évolution de la population
| Année:               | 1994.  | 2004.   | 2014.   | 2024.   |
| -------------------- | ------ | ------- | ------- | ------- |
| Nombre de personnes: | 12 182 | 12 339  | 13 028  | 13 672  |
| Différence:          |        | +1,28 % | +5,58 % | +4,94 % |

| Année:               | 2023.  | 2024.   |
| -------------------- | ------ | ------- |
| Nombre de personnes: | 13 635 | 13 672  |
| Différence:          |        | +0,27 % |

## Jumelages
La ville de Šamorín est jumelée avec :
- Mosonmagyaróvár (Hongrie)
- Gheorgheni (Roumanie)
- Hainburg an der Donau (Autriche)

## Liens
Site officiel de la ville